# استون‌وال جکسن
توماس جاناتان استون‌وال جکسن (انگلیسی: Stonewall Jackson; ۲۱ ژانویهٔ ۱۸۲۴ – ۱۰ مهٔ ۱۸۶۳) از برجسته‌ترین ژنرال‌های ارتش ایالات موتلفه در جریان جنگ داخلی آمریکا و شناخته شده‌ترین آنها بعد از ژنرال رابرت ئی. لی است. جکسن تا زمان مرگش تقریباً در تمام درگیری‌های جبهه همایش شرق نقش عمده‌ای داشت و همین‌طور نقش مهمی نیز در به دست آوردن پیروزی‌های مهم داشت. در کمپین دره به سال ۱۸۶۲ تحت فرماندهی شخص ای لی خدمت کرد. در زمان نبرد چنسلورزویل در ۲ می ۱۸۶۳ به واسطهٔ یک شلیک اشتباه از سربازان خودی به شدت مجروح و با از دست دادن یک دستش زنده ماند اما چندی بعد درگذشت. مورخان نظامی، معتقدند که جکسون، یکی از برترین فرماندهان تاکتیکی و تحسین شدهٔ تاریخ نظامی ایالات متحده می‌باشد. تاکتیک‌های نظامی وی حتی امروزه نیز مورد بررسی و مطالعه قرار می‌گیرند. مرگ وی یک ضایعهٔ بزرگ برای کنفدراسیون محسوب می‌گردید که نه تنها بر چشم‌انداز نظامی پیش‌رو تأثیر گذاشت بلکه روحیهٔ ارتش و عموم مردم را نیز تحت تأثیر قرار داد. پس از مرگ جکسن، برداشت‌های غیر واقعی از زندگی نظامی او باعث ایجاد کیفیتی افسانه‌ای از زندگی وی گردید که تبدیل به عنصر مهمی همچون جنبش از دست رفته مؤتلفه گردید.

## نگارخانه

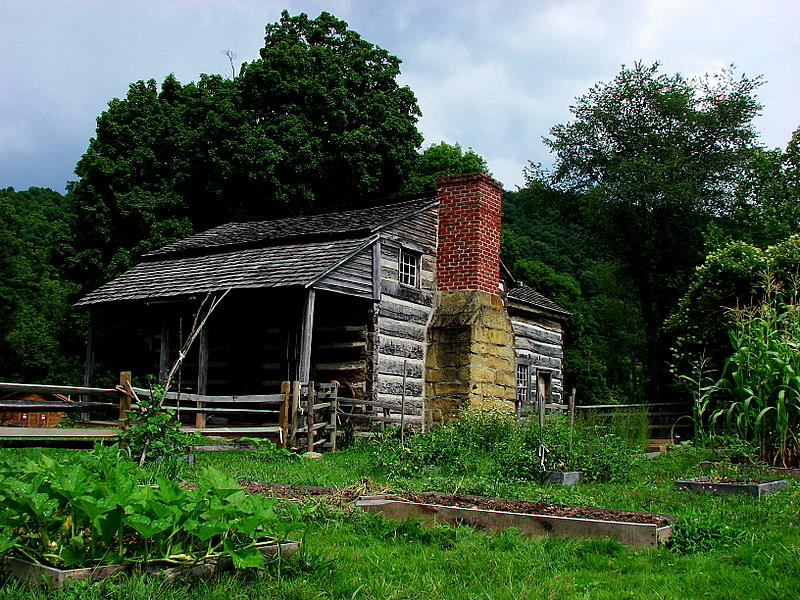
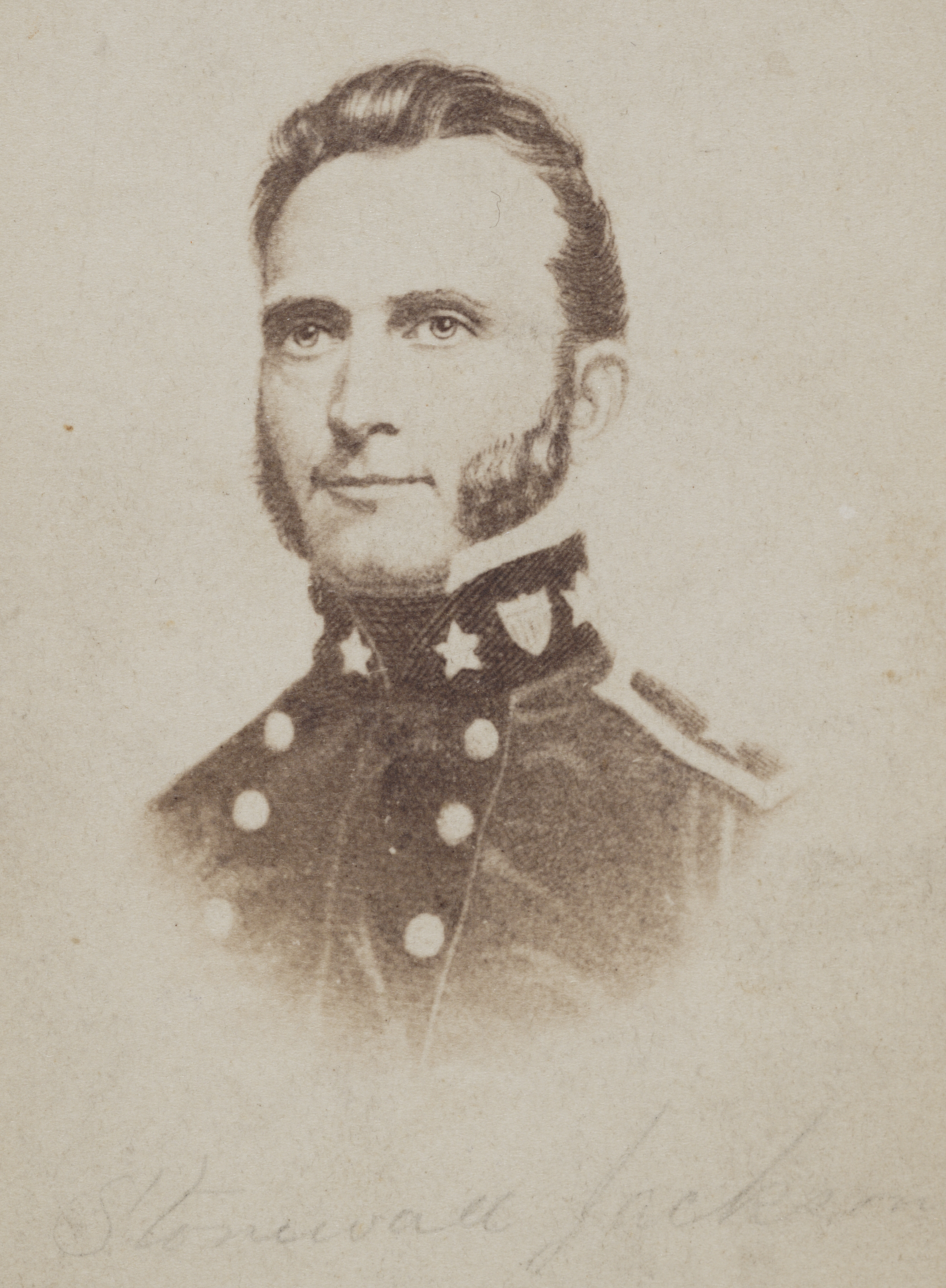
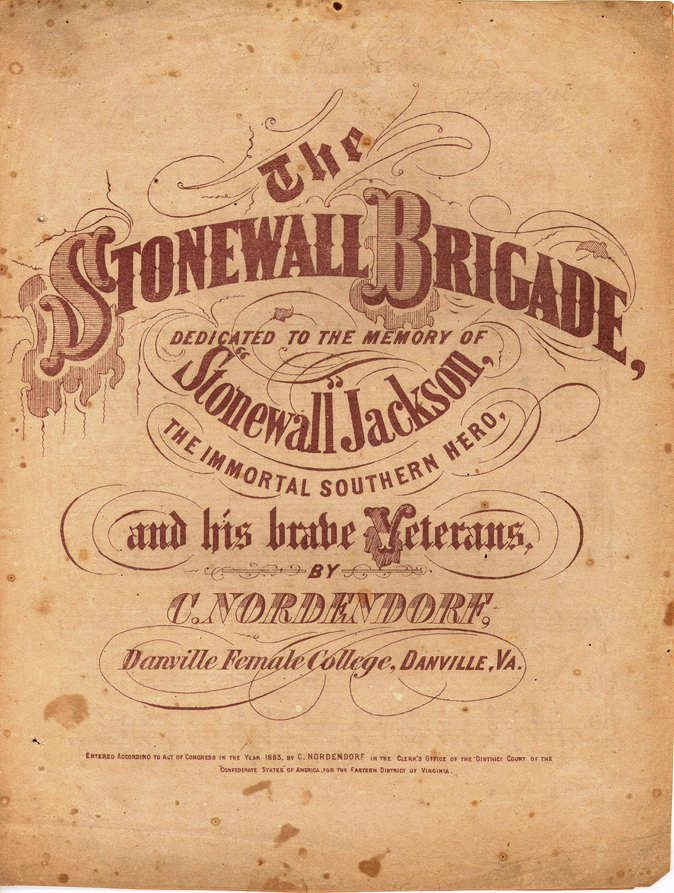
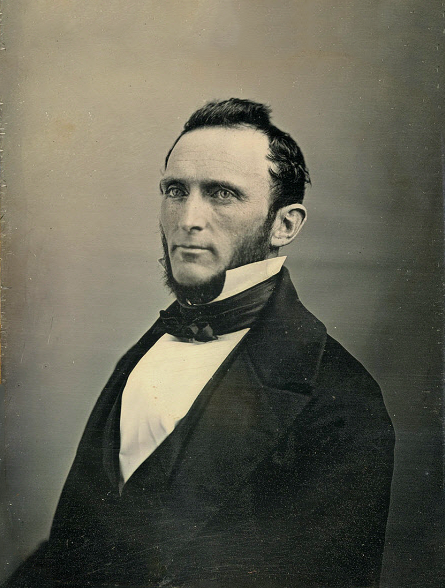
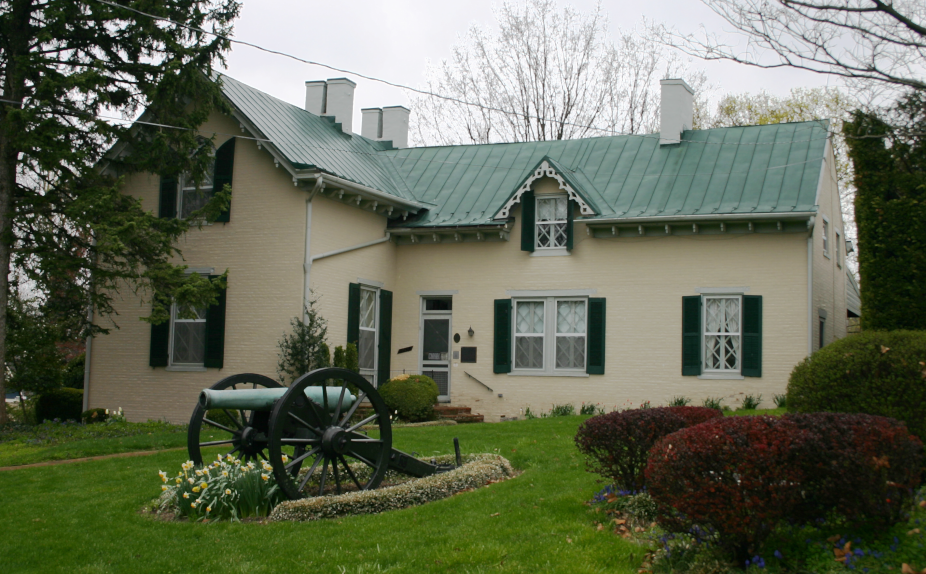
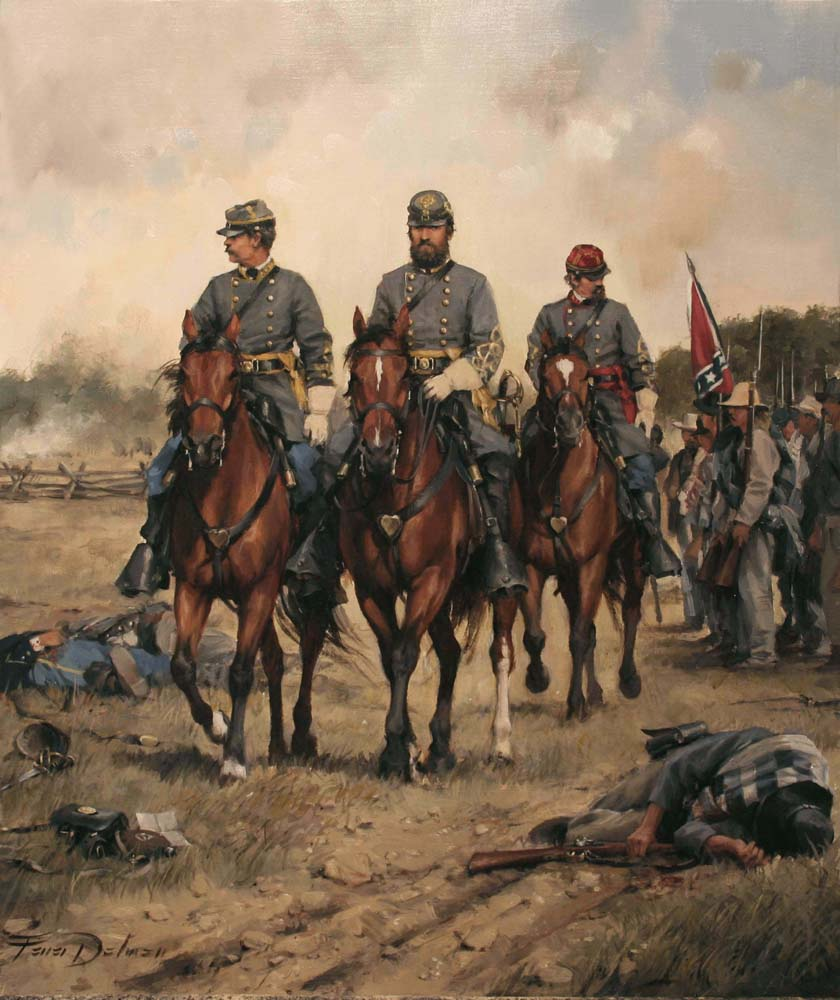
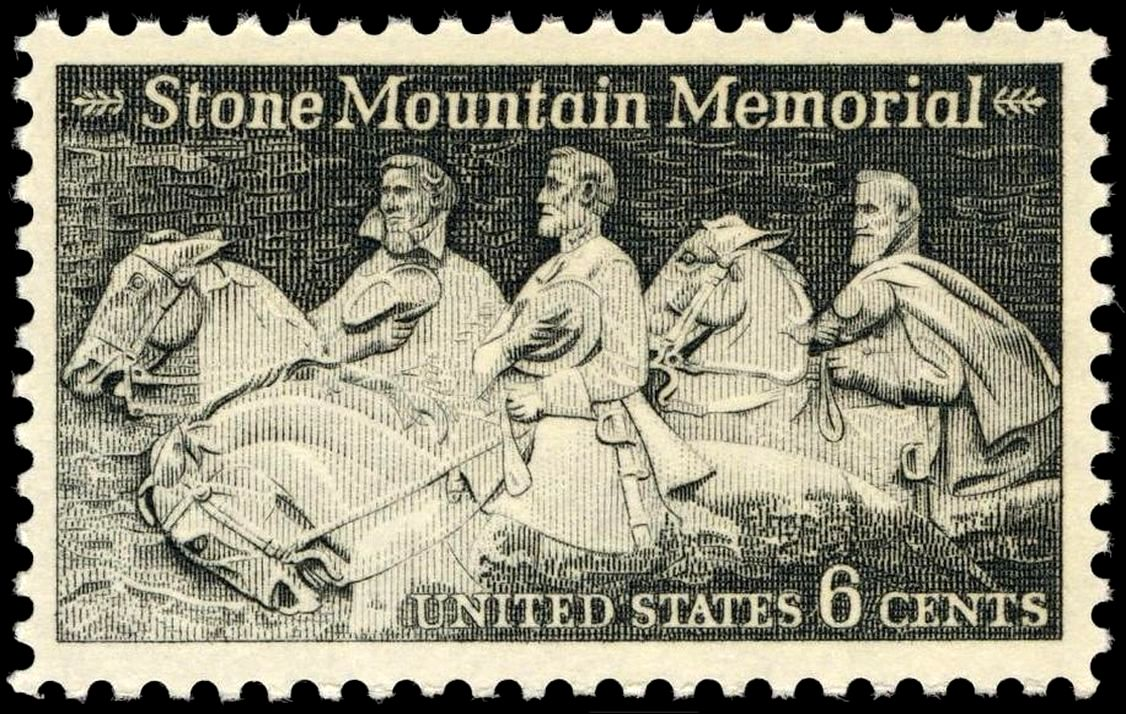
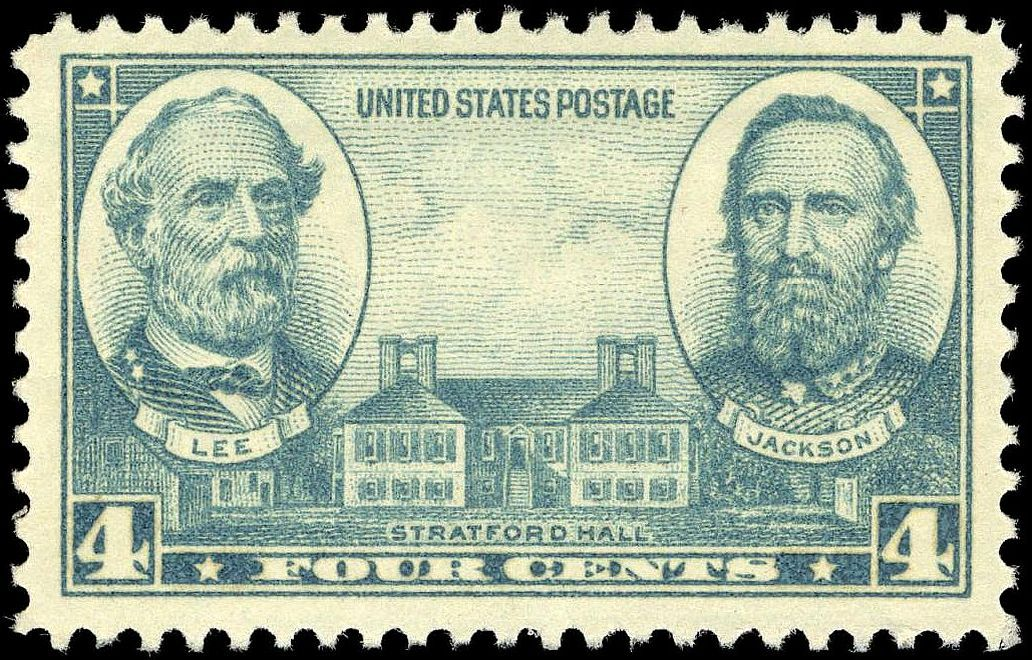
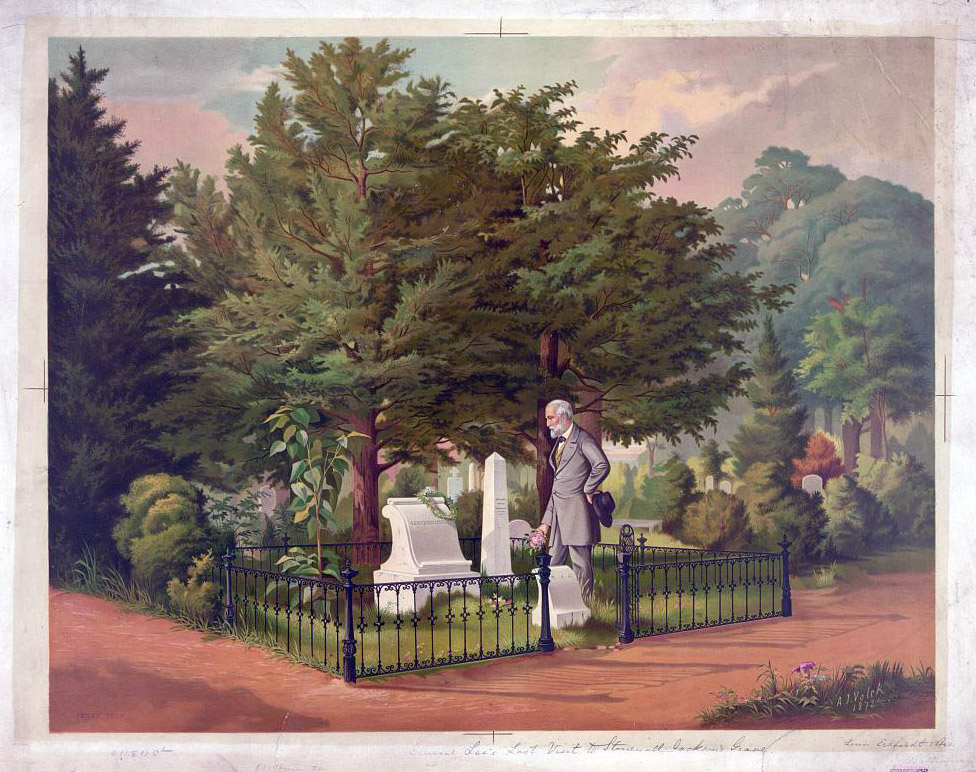
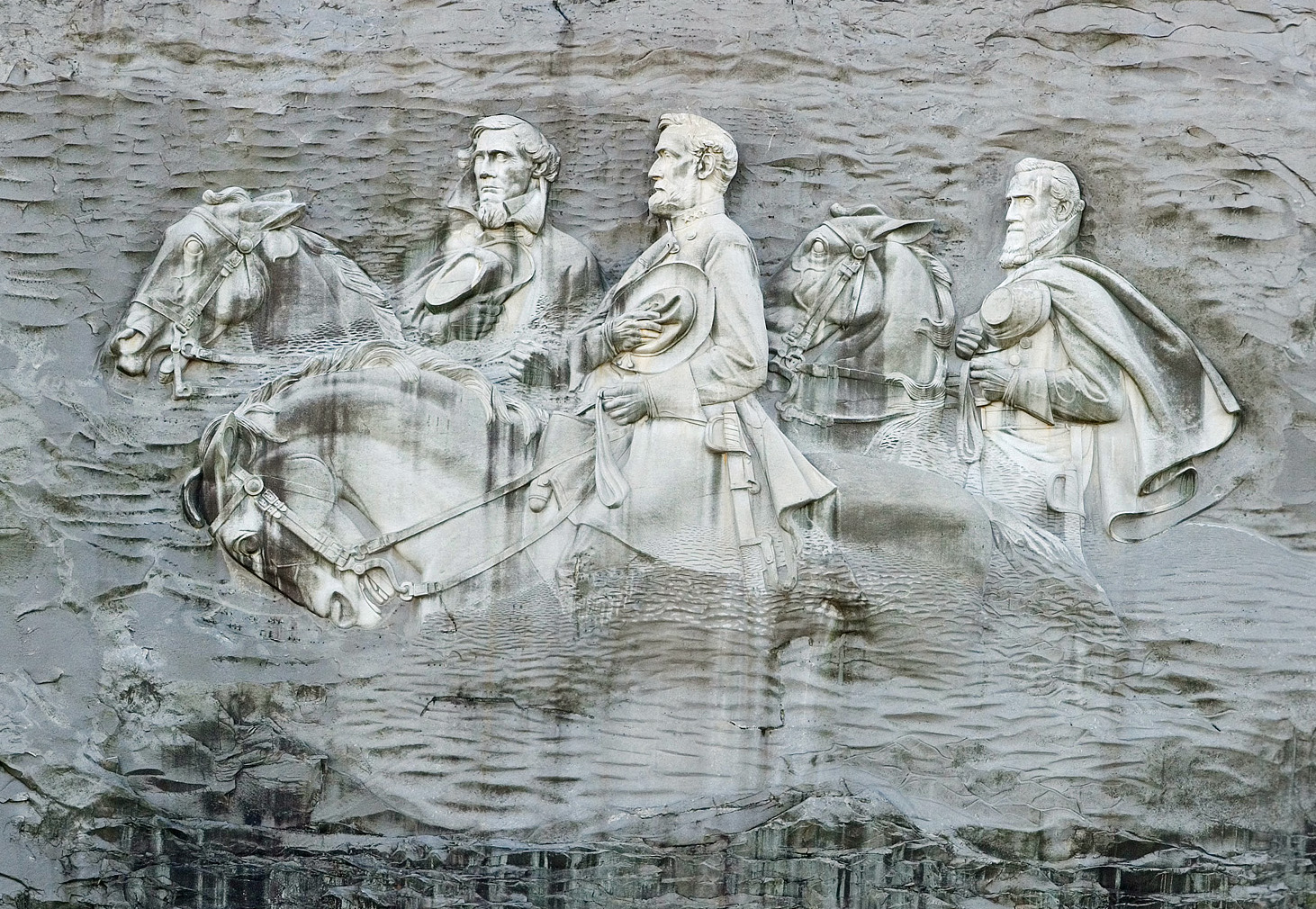
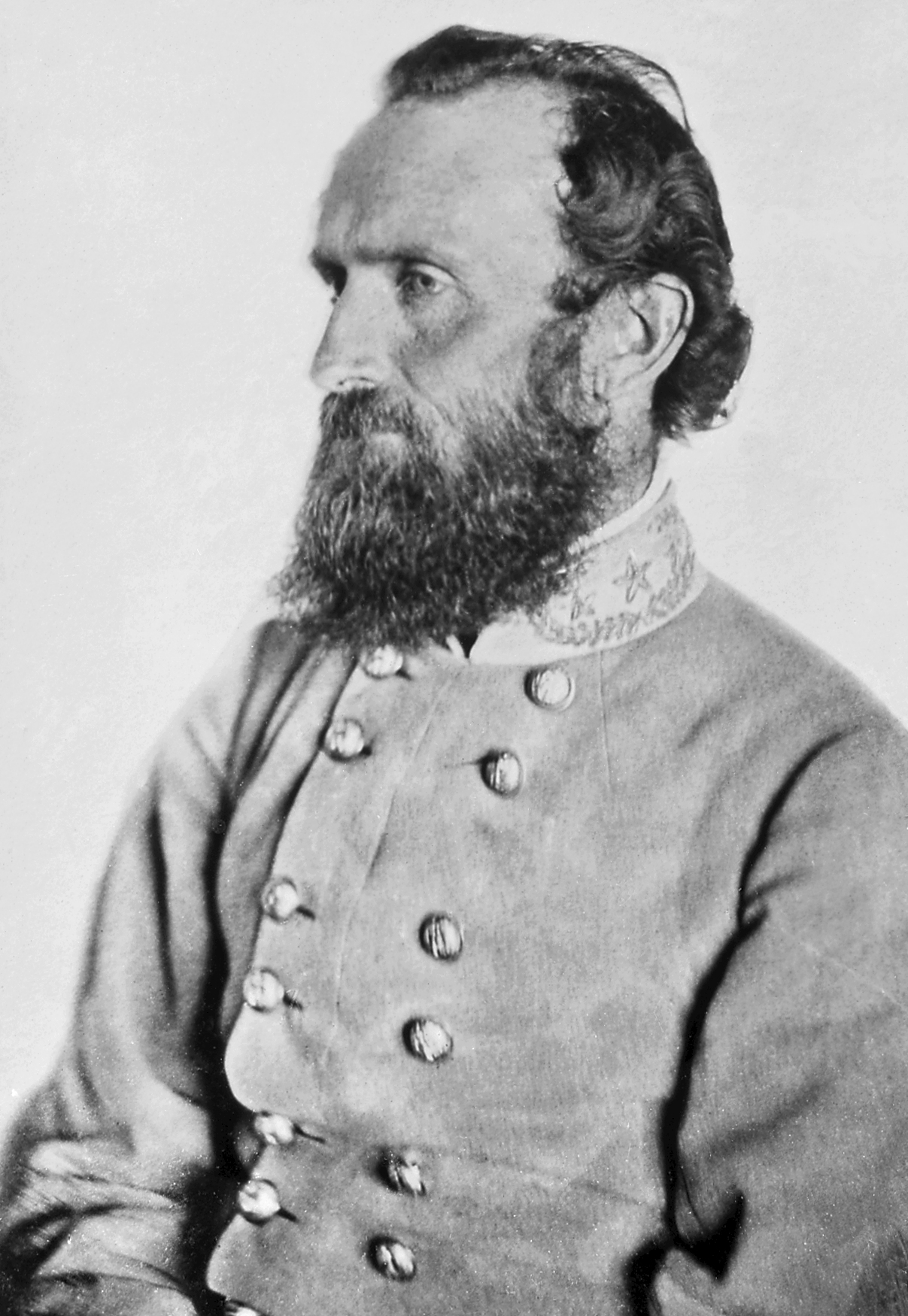
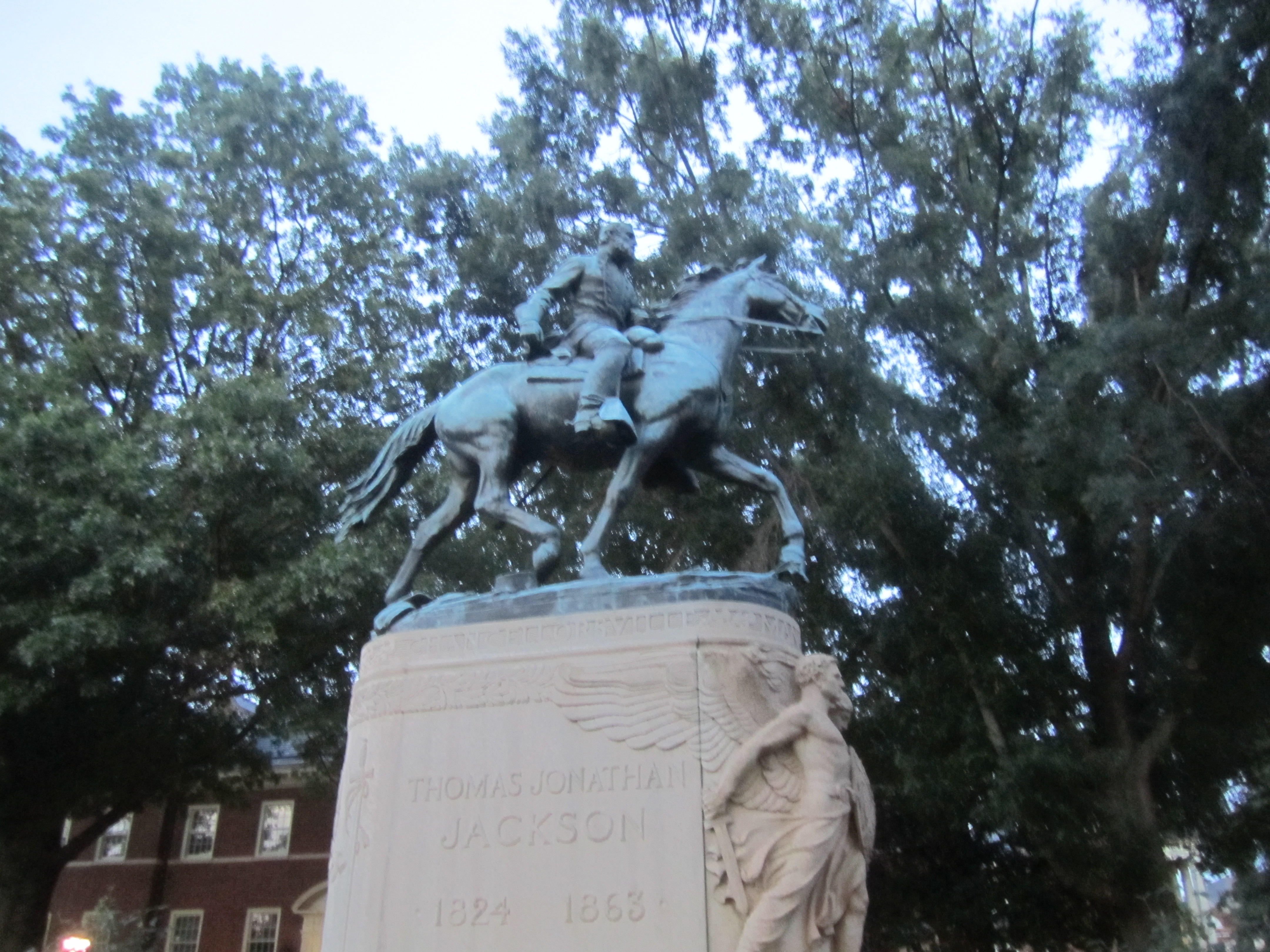
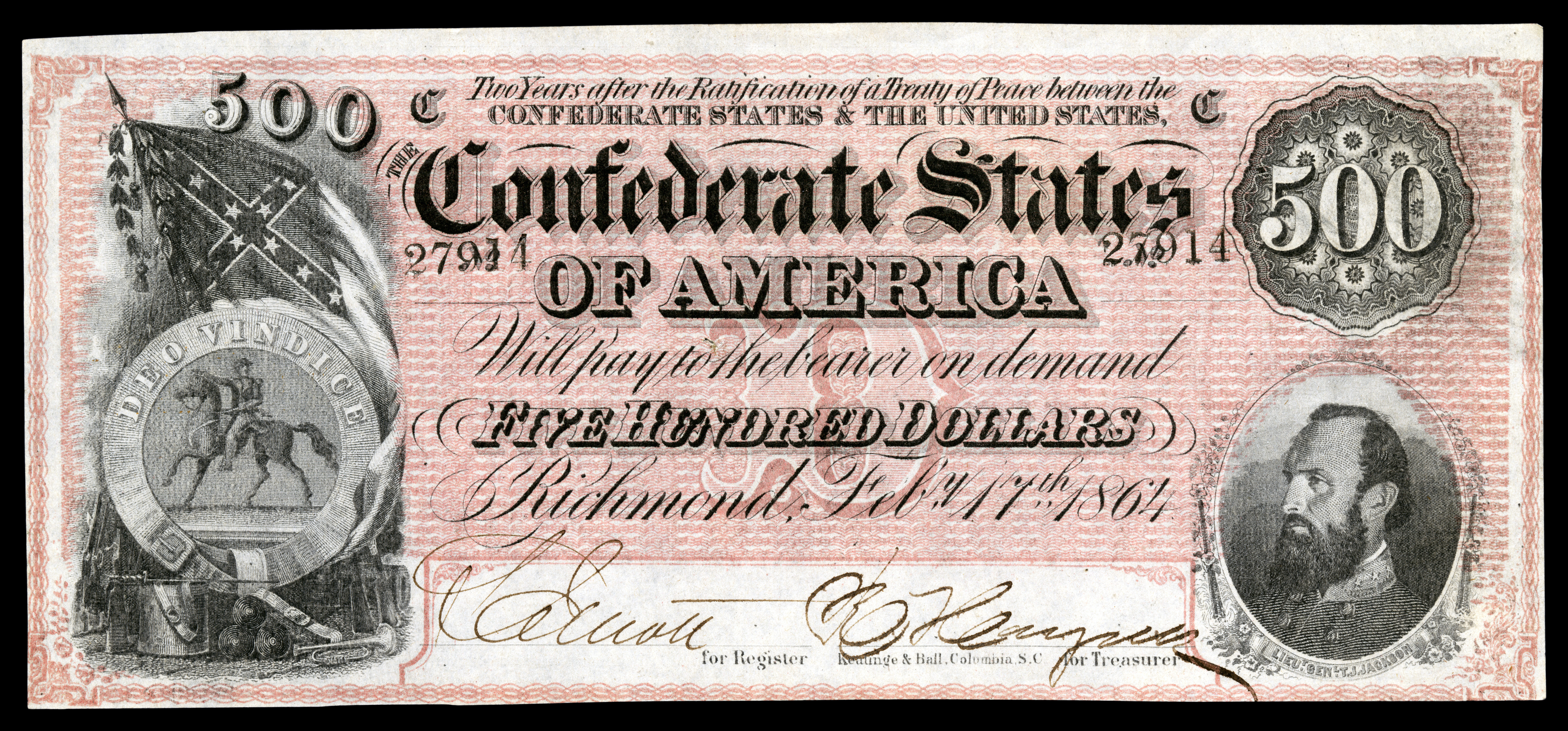
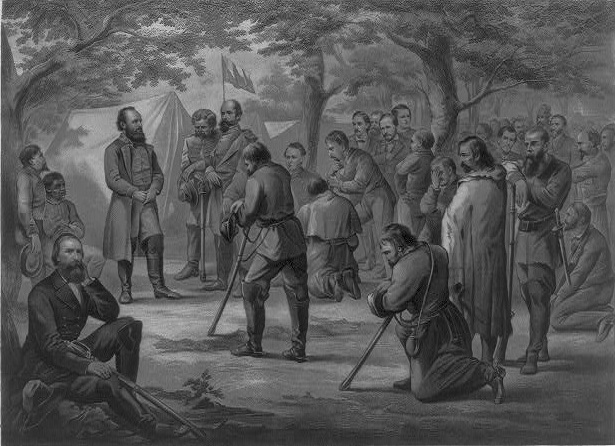
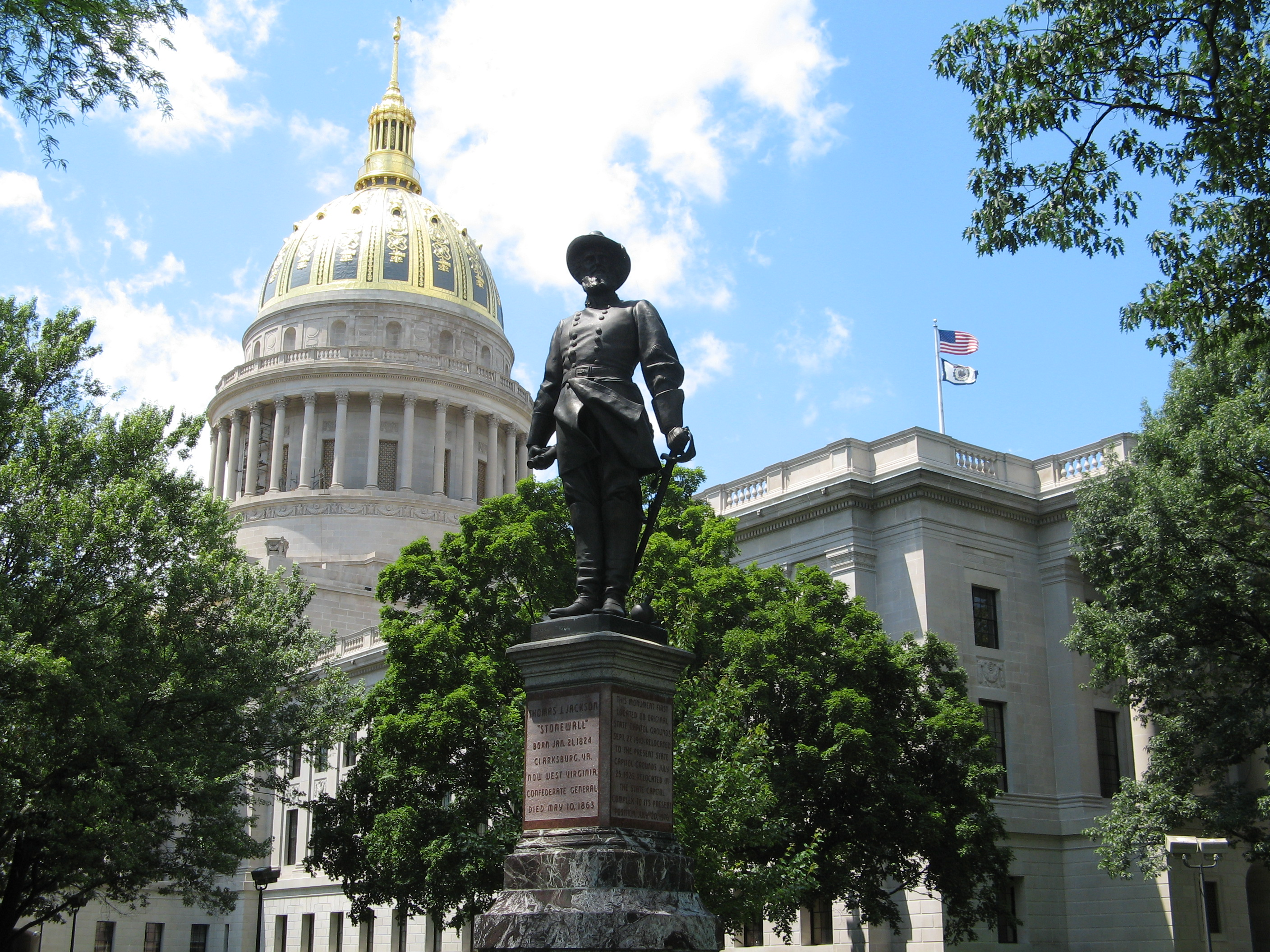
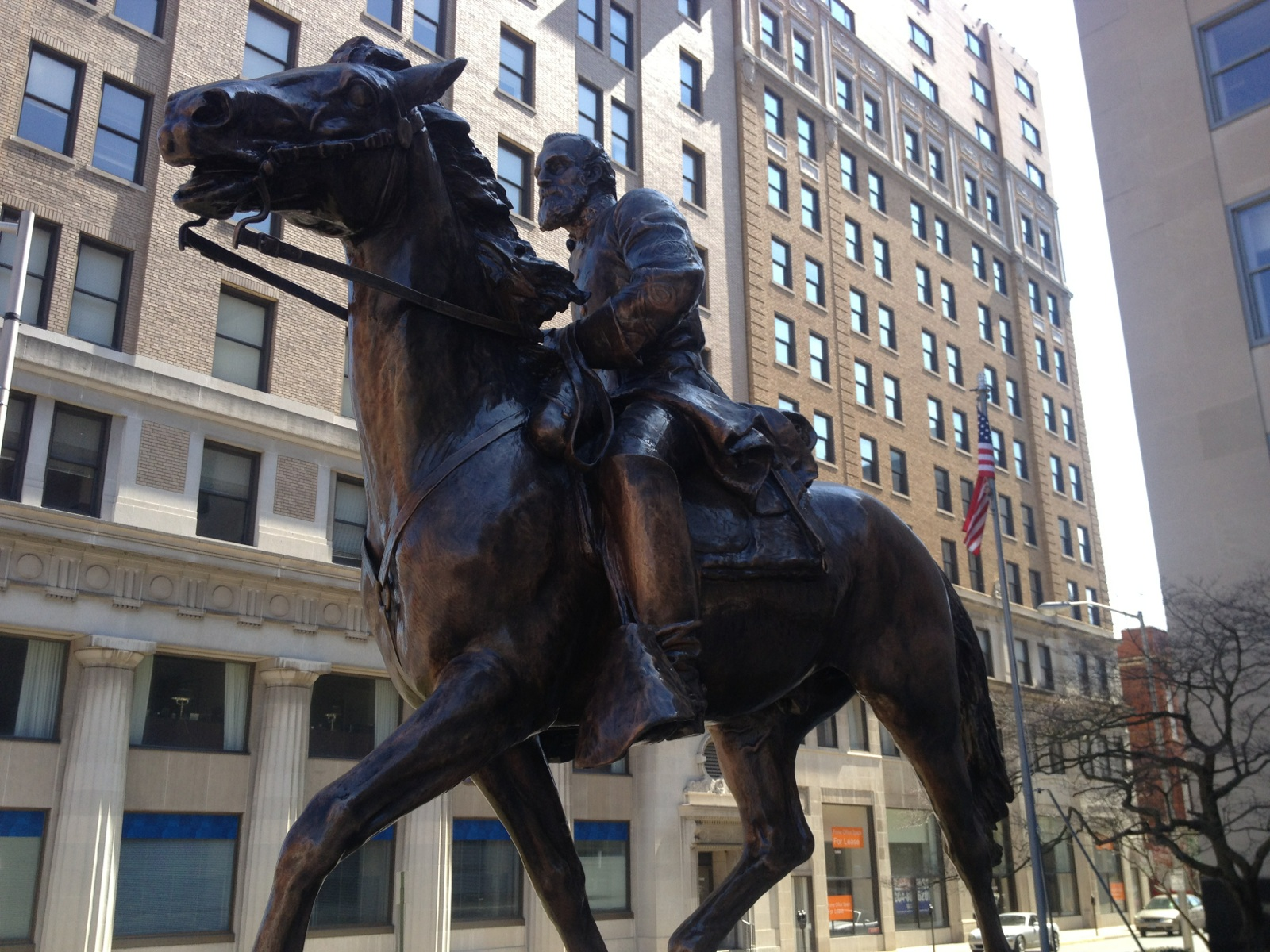